# John Cena
John Felix Anthony Cena (West Newbury, Massachusetts, 1977. április 23. –) amerikai profi pankrátor, színész, rapper és televíziós személyiség.
Cena összesen 26 bajnoki cím tulajdonosa. 
13-szoros WWE világbajnok, háromszoros nehézsúlyú világbajnok, egyszeres WWE Universal bajnok, ötszörös WWE United States bajnok. Kétszeres Tag Team bajnok, háromszoros Tag Team világbajnok Shawn Michaels-sel, Batista-val és Randy Orton-nal, valamint a 2008-as és a 2013-as Royal Rumble nyertese, és a 2012 Money in the Bank nyertese, három alkalommal pedig Superstar of the Year Award Slammy győztes (2009, 2010, 2012).
Cena ma a WWE legfényesebben ragyogó csillaga, és az óriási sikerű SmackDown Live című műsor sztárja.

## Életútja

### Korai évei
Cena a Massachusettsbeli Springfield főiskolán szerzett diplomát, ahol az iskola futballcsapatában támadó pozícióban játszott, és teljesítményéért végzősként All-American díjat kapott. A főiskolát követően a kaliforniai Venice-be költözött, „a jó idő miatt”, és egy edzőfelszereléseket szállító cégnél vállalt munkát. Hamarosan kiderült, hogy egyik munkatársa az Ultimate Pro Wrestling észak-kaliforniai iskolába jár pankrátor-képzésre. Egyik nap Cena elkísérte kollégáját, és a hely azonnal magával ragadta – ugyan továbbra is heti 75-80 órát dolgozott, ám a „szabadidejét” ezentúl a ringben töltötte. Ez a munkamorál jelentette későbbi sikerei kulcsát is. Cenát hamar leszerződtette az Ohio Valley Wrestling-be, a WWE egyik társvállalata.

### UPW
Cena szakmai karrierjét 2000-ben az Ultimate Pro Wrestling-nél kezdte, ahol tartotta a UPW nehézsúlyú bajnoki címét. Itt egy félig robot félig ember szerepet játszott The Prototype néven.

### OVW
2001-ben szerződést kötött a World Wrestling Federation (WWF) és elküldték Ohio Valley Wrestling-hez (OVW), ahol megtartotta OVW nehézsúlyú bajnoki címét, és a OVW Dél Tag Team Championship címet is Rico Constantinóval.
Hamar internetes meme-vé is vált.

### WWE (2002-től napjainkig)

#### Debütálása (2002–2004)
John 2002. június 27-én debütált a Smackdown-ban, ahol egy nyílt kihívás keretében megmérkőzött Kurt Angle akkori profi pankrátorral. A szervezet tulajdonosa, Vincent K. McMahon egy új csillagot keresett, aki megtestesíti a „könyörtelen agressziót”. John az elvárásnak megfelelően pár alkalommal meg is verte Kurt Angle-t. 2002 októberében a Tag Team bajnoki címért szállt ringbe, csapattársával Billy Kidman-nel, de már az első fordulóban kiestek. A következő héten Cena megtámadta Kidman-t, amiért vesztettek. Ezután nem sokkal a Smackdown! Halloween-os műsorában Vanilla Ice-nak öltözött és előadott egy freestyle rapet. Innentől kezdve felvette a rapper imidzset, és mindig rímekben szövegelt.
2003 első félévében Cena folyamatosan könyörgött egy Brock Lesnar elleni bajnoki meccsért, amit végül meg is nyert magának, ám az áprilisban megrendezett Backlash-en alulmaradt. Az év végén a közönség kedvence lett, amikor Kurt Angle csapatában tűnt fel a Survivor Series-en.

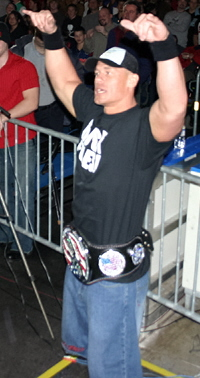
John Cena mint Országos bajnok. (2005)

#### Az Országos és a WWE bajnoki cím (2004–2005)
2003-ban ő meg Batista maradtak a Royal Rumblen, duplázás volt, azután Batista leverte. A 2004-es Royal Rumble alkalmával az utolsó hat között maradt a ringben, de Big Show kihajította. Kettejük rivalizálásából Cena profitált jobban, ugyanis a WrestleMania XX-on megszerezte Big Show Országos bajnoki övét. A címet Carlito nyerte el tőle, testőre Jesús segítségével. Cena ezután pár hónapot kimaradt, ugyanis filmet forgatott „The Marine” (A tengerészgyalogos) címmel. Visszatérésekor legyőzte Carlito-t és a bajnoki övet átalakította a mára már jól ismert spinner stílusú övvé.
2005-ben ismét részt vett a Royal Rumble-on, ahol utolsónak esett ki. Az esemény győztese Batista volt. A következő hónapban sikeresen legyőzte Kurt Angle-t. A meccs tétjeként kapott egy szerepet a közeledő WrestleMania beharangozó filmjében. Ez kiváló oka volt a közte és a WWE bajnok JBL között kialakuló ellentétnek. Összetűzésük csúcspontja a WrestleMania XXI-en teljesedett ki, ahol Cena megszerezte élete első WWE világbajnoki címét. 2005. június 6-án a Smackdown-ból átigazolt a Raw programjába, ahol nagy ellenségévé Chris Jericho vált. Valójában Cena volt a jófiú és Jericho a rossz, ám a közönség mégis mindig kifújolta Cena-t. Cena folyamatosan győzött, de ez csak olaj volt a tűzre, a közönség pedig egyre jobban gyűlölte.

#### Különböző viszályok és a növekvő hírnév (2006–2010)

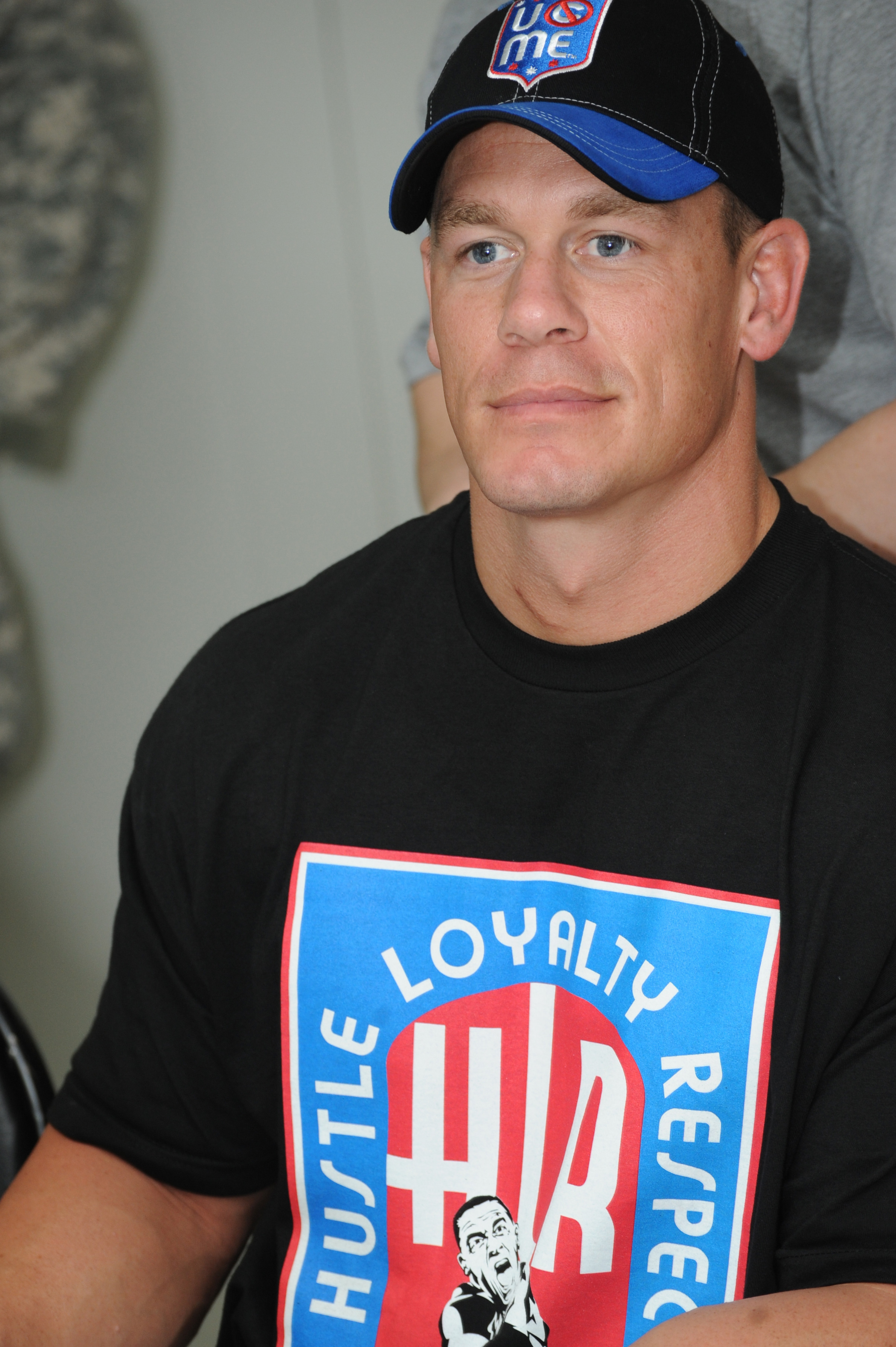
John Cena a WrestleMania XXV-ön. (2008)

2006-ban a New Year’s Revolution műsorában Edge elleni mérkőzésén veszítette el WWE bajnoki címét. Cena 380 napig volt WWE bajnok. Három héttel később visszanyerte a címet a Royal Rumble-on. Következő vetélytársa az akkori rosszfiú Triple H lett. A helyzet viszont nem változott, ugyanis a közönség tovább utálta Cena-t, míg a negatív Triple H-t elkezdték imádni. A Cena utálat tetőfoka akkor következett be, amikor a címét Rob Van Dam ellen tette fel. A meccs az ECW központjában a Hammerstein Bálteremben került megrendezésre. Edge közbeavatkozásának köszönhetően Cena vereséget szenvedett Van Dam-től. A Royal Rumble után egy nappal Shawn Michaels-el megszerezték a World Tag Team Bajnoki övet Randy Orton és Edge legyőzésével. Mivel sikerült Unforgiven főeseményén visszaszereznie Edge-től a bajnoki övet, Cena így már két címet is birtokolt egyszerre. A későbbiek során összetűzésbe került Shawn-nal, így a Tag Team öv is ugrott. Kettejük nézeteltérésének a Nagy Khali vetett véget.
2007 októberében egy Mr. Kennedy elleni meccsen Randy Orton megtámadta, melynek következményeként annyira megsérült, hogy a címet fel kellett adnia és jó pár hónapra a pankrációt is nélkülöznie kellett. Pedig 19 éve senki nem volt ennyi ideig világbajnok a WWE-ben.
2008-ban a Royal Rumble-on tért vissza, amit sikerült is megnyernie.
2008 augusztusában Batista-val egy hét erejéig, másodszorra is megszerzi World Tag Team bajnoki övet Cody Rhodes és Ted DiBiase legyőzésével. A 2008-as SummerSlam-en egy Batista elleni összecsapáson a nyakában lévő porckorongsérve miatt lesérül, és pihenőre kényszerül. A műtét után a Survivor Series-en tér vissza, és Chris Jericho legyőzésével első alkalommal szerzi meg a WWE Nehézsúlyú világbajnoki címet.
2009 februárjában a No Way Out eseményen elveszti az övet egy Elimination Chamber meccsen. WrestleMania XXV-ön lesz újra bajnok, miután legyőzi Edge-et és Big Show-t egy Triple Threat mérkőzésen. Három héttel később azonban a Big Show segítségével Edge visszaszerzi az övet a Backlash-en. Egészen a szeptemberi Breaking Pointig eseményig kellett várnia, mire újra WWE bajnok lehetett. Itt Randy Ortont győzte le egy I Quit! meccsen. Csak egy hónapig örülhetett, mert a visszavágón, ami egy Hell in a Cell meccs volt, Orton visszaszerette az övet. Három héttel később a Bragging Rights gálán ismét ő lett a bajnok, miután nyerni tudott egy 60 perces Iron Man meccsen. Két hónappal később, a decemberi TLC-n nagy meglepetésre veszít az újonc Sheamus ellen egy asztal meccsen. Ezután bejelenti, hogy nem fog több meccset veszteni, amíg újra bajnok nem lesz. Ennek fényében megnyer egy tornát, melynek eredményeként a Slammy Awards díjkiosztó gálán őt választják az év pankrátorának.

#### A Nexus és a WWE bajnoki cím (2010–2011)
2010 januárjában felkarolta a visszatérő Bret Hartot, aki Vincent K. McMahon ellen viaskodott. Februárban az Elimination Chamber gálán, John nyolcadszorra is megszerezte a WWE világbajnoki címét. A sikernek azonban csak pár percig örülhetett, mert Mr. McMahon egyből elrendelt egy címvédéses meccset Batista ellen, aki legyőzte az elgyötört Cena-t, és ezzel az övet is megszerezte. A visszavágóra a WrestleMania XXVI-on nyílt alkalma, és miután győzött, kilencedszerre is világbajnok lett. Júniusban a Fatal 4-Way gálán ismét elveszítette az övet egy Fatal 4-way meccsen Sheamus ellen. Ekkoriban alakult egy új csoportosulás a Nexus, amely át akarta venni az irányítást a WWE felett, és Cenát szemelték ki az első számú célpontjuknak. Cena később a Nexus hálójába került és kirúgták. Pár hónappal később visszavették és az addig a Nexust irányító Wade Barrett átigazolt a Smackdown-ba. Az új Nexus irányítását CM Punk vette át. 2010. december 10-én a Slammy Awards díjkiosztó gálán másodszorra is megválasztották az év pankrátorának.

#### Különböző viszályok és a WWE bajnoki cím (2011–2013)
A 2011-es Royal Rumble-on sikeresen legyőzte CM Punk-ot, és az új Nexus többi tagját. 2011. január 31-én a Elimination Chamber (Végzet Kalitkája) meccsen hat szupersztár ellen mérkőzött a kötelező kihívói címért. Cena megnyerte a meccset és ezzel megszerezte a lehetőséget, hogy megküzdjön The Miz-el a WrestleMania XXVII-en. 2011. február 21-én The Rock egy videóüzenetben kigúnyolta John Cena-t. Később az nap este a Raw névtelen igazgatója kiírt egy Tag Team főmeccset John Cena és The Miz kontra Heath Slater és Justin Gabriel ellen. A mérkőzés végén The Miz-el sikeresen megszerezte a Tag Team bajnoki címet a Corre két tagjának legyőzésével. Eközben a Corre kupaktanácsot tartott a ring mellett, melynek eredményeképpen Wade Barrett bejelentette hogy élni kívánnak a visszavágás jogával. A visszavágó során The Miz elárulja Cena-t és egy koponyatörő mozdulattal kifekteti. A következő hetekben The Miz többször meg is támadja John-t. Később a WrestleMania XXVII-en főmeccsezik The Miz-el a WWE bajnoki övért, amit The Rock közbelépése miatt elveszít. 2011. május 1-jén ismét WWE bajnok lesz, amikor The Miz és John Morrison ellen megnyeri az Extreme Rules (Szabályos Kivégzés) című mérkőzést.
A 2011-es Over The Limit (Túlpörgetve) elnevezésű gálán sikeresen megvédi világbajnoki övét, The Miz és Alex Riley ellen egy I Quit! (Ennyi volt!) mérkőzésen. 2011. június 19-én Washingtonban a Capitol Punishment (Kiszabott Büntetés) eseményén megvédi bajnoki címét R-Truth ellen. 2011. július 17-én Chicagóban bekövetkezett az, amire senki sem számított, CM Punk legyőzte Cena-t a Money in the bank (Fogd a pénzt) gálán, és távozott a WWE bajnoki övvel. Távozása után két héttel John Cena legyőzte a friss bajnok Rey Mysteriot és a SummerSlamen ismét Punkkal küzdött meg a "vitathatatlan" WWE bajnoki címért, de alulmaradt. A mérkőzés után Alberto del Rio beváltotta a "Money in the Bank" koffert, legyőzte CM Punkot és ő lett az új bajnok. Szeptemberben, a "Bajnokok éjszakáján" John Cena legyőzte Alberto del Riot, hogy ismét WWE bajnok lehessen. Októberben, a "Hell in a Cell" gálán a mexikói Alberto del Rio és CM Punk ellen kellett megvédenie az övet egy ketrec meccsben. Ez nem sikerült, ugyanis del Rio kizárta a bajnokot a ketrecből, lekopogtatta CM Punkot és 2 hét után visszanyerte az elvesztett övet. Cena ezután a "Vengeance" gálán egy visszavágó keretében bizonyíthatott, de The Miz és R-Truth beavatkozásának köszönhetően Alberto del Rio megvédte a címét. A "Survivor Series" PPV-n The Miz & R-Truth ellen meccselhetett, méghozzá ő választhatta meg saját partnerét. Választása The Rockra esett, aki elfogadta a felkérést. A gálán győzedelmeskedett, de a meccs után egy Rock Bottommel ajándékozta meg partnere. 2012-ben Kane-el került viszályba. A Royal Rumble-on a meccsük sajnos sikertelen volt Cena szempontjából, ugyanis double count out-ban ért véget. A meccs után Kane elverte Cenát és megtámadta a barátját Zack Ryder-t aki akkor éppen tolószékben volt szintén Kane miatt. Vitájuk az Elimination Chamberen zárult le ahol Cena egy Ambulance meccsen ledobta a mentőkocsi tetejéről, utána meg is nyerte a meccset. A Wrestlemanián kikapott The Rock ellen. A Wrestlemania utáni Raw-on Cena gratulálni akart The Rocknak ám, a kapun, nem The Rock lépett be, hanem a visszatérő Brock Lesnar. Brock letámadta Cenát, adott neki egy F5-t. Az Extreme Ruleson egy Extreme Rules meccsen sikerült legyőznie Brock Lesnart. Azután John Laurinatis-al az igazgatóval kezdett viszályba, amiután John Laurinatis kirúgta a Big Show-t. Az Over the limit-en Cena legyőzhette volna Laurinatis-t ám nem így sült el Laurinatis elszökött volna, de megjelent a Big Show, visszahurcolta Laurinatis-t, de a ringben minden megváltozott és Big Show kiütötte Cená-t amiután Laurinatis meg tudta nyerni a meccset. Mr. McMahon Cena oldalán állt. És létrehozott egy Steel Cage meccset a No way outra Big Show ellen. Amin Cena sikerrel járt, hisz kimászott a ketrecből és Laurinatis ki lett Rúgva. A Money in the bank-ig nem történt sok minden, Cena részt vehetett a Raw Money in the bank ladder matchen amit utána meg is nyert. A táskát sajnos nem sikerült beváltania a Raw 1000-ik adásán CM Punk ellen, mert a Big Show közbelépett. A Summerslamen ebből kifolyólag kialakult egy triple threat meccs Punk, Cena és Big Show között, amit CM Punk nyert meg. A Night of the championson, CM Punk ellen ment 1vs1-be amit meg is nyert egy német suplex-el a ringsarokról, de mivel a bíró arra a döntésre, jutott, hogy mindkét pankrátornak lent volt a válla így az állás döntetlen lett, és CM Punk maradt a bajnok. A Night of the champions után karsérülést szenvedett ami miatt ki kellett hagynia a Hell in a cellen a meccsét CM Punk ellen. A Survivor series-en ismét egy triple alakult ki, de ezúttal Ryback, Cena és Punk között. Azon a meccsen jelent meg a Shield (Seth Rollins, Dean Ambrose és Roman Reigns az NXT-ből) és megtámadták Rybacket, és úgy sikerült Punk-nak győznie. A Survivor series után Dolph Ziglerrel kezdett viszályba, és a TLC-n (tables, ladder, chairs) egy létra meccsen Zigglernek meg kellett védenie a Smackdown Money in the bank táskát, amit meg is védett. A karácsonyi Raw-on legyőzte Alberto Del Rio-t egy Miracle on the 34th Street fight meccsen. A szilveszteri Raw-on Ziggler-re és Aj Lee-re egy nagy kupac trágyát öntött, így sikeresen zárult az éve. Ezek után indult a 2013-as Royal Rumble meccsen amit meg is nyert így ő lett az első számú kihívója a WWE bajnoknak(The Rock). Mivel a Shield Cena ellen indítást kezdeményezett így Cena kihívta őket az Elimination Chamber PPV-re Sheamus és Ryback oldalán sajnos nem sikerült a Shieldet megállítaniuk. 

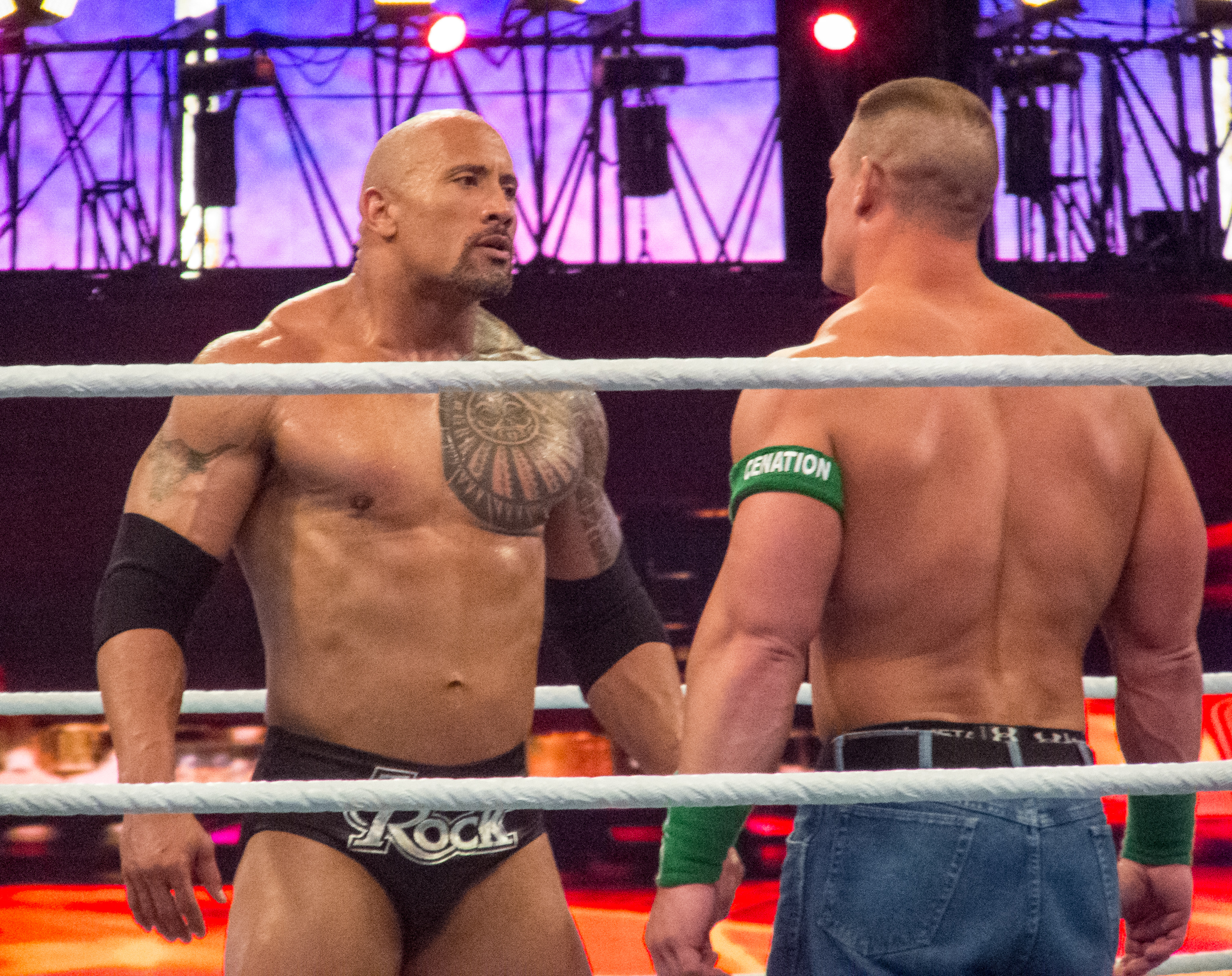
The Rock és John Cena

Azután The Rock megvédte a címét (amit a Royal Rumble-on nyert el CM Punk-tól) hivatalos lett a "Twice in a lifetime" The Rock vs John Cena. A Wrestlemania 29-en sikeresen legyőzte The Rockot és megnyerte a WWE övet 11-ik alkalommal. A Wrestlemania 29 utáni Raw-on Ryback "Cenán" vett heel turnt, adott neki egy Shell shocked-ot és felemelte az övét. Az Extreme Rules-ra kiírtak egy Ryback vs John Cena Last man standing matchet. Azóta felváltva voltak a támadások a Raw-kon. Az Extreme Rules-on a brutális Last man standing után Ryback betörte a minitront (a képernyő alatti rész) Cenával, cena megsérült és a meccs no contestben ért véget. Azutáni Raw-n Ryback megjelent egy mentőautóval és egy üzenetet küldött Zack Ryderen keresztül úgy, hogy betuszkolta a mentőautóba, és kihívta John Cenát egy Ambulance match-re a Payback új PPV-n. Azóta a meccset megváltoztatták Three stages of hell-re (3 meccset tartalmaz: ambulance, tables és lumberjack meccsfajtát is és aki a 3-ból 2-t nyer az nyerte a meccset). A lumberjack meccset Ryback nyerte miután John Cena kibodta Rybacket a ringből és rá valamint a 30 favágóra ugrott, miután felkeltek, Cenát alaposan elverték a favágók, Ryback visszamászott a ringbe és miután Cena is visszakerült Ryback a kivégző mozdulatával nyert. A tables meccset Cena nyerte miután fordított Ryback mozdulatából és belevágta az asztalba. A harmadik (mindent eldöntő) ambulance meccset John Cena nyerte miután a mentőautó tetején át beledobta Rybacket a mentőbe és továbbra is bajnok maradt. A következő RAW adáson ünnepeltette magát amikor bejöt Mark Henry aki mindenkivel elhitette hogy visszavonul. Amikor Cena meg akarta ölelni kiosztotta neki a kivégző mozdulatát. A Money in the Bank PPV-n Cena legyőzi Mark Henryt. Az azt követő RAW-n Mark Henry gratulál Cenának és szeretne egy visszavágót a SummerSlam-en. Ekkor Brad Maddox kijelenti hogy John Cena választhat magának ellenfelet a SummerSlam-re. Ő Daniel Bryan-t választja aki legyőzi őt a SummerSlam-en.A Smackdown igazgatója Vickie Guerrero bejelenti a Nyers Erőben 2013. 10. 07-én, hogy John Cena visszatér a Pokol kapuin, ahol meg fog küzdeni a jelenlegi nehézsúlyú világbajnok Alberto Del Rio ellen a címért 2013. 10. 27-én. Cena visszatért és meg is nyerte a címet, ezzel harmadszorra is megszerezte a világbajnoki övet.

### Sikertelen címszerzés, Wyatt Family viszály, Örökség megvédése (2014-től 2017-ig)

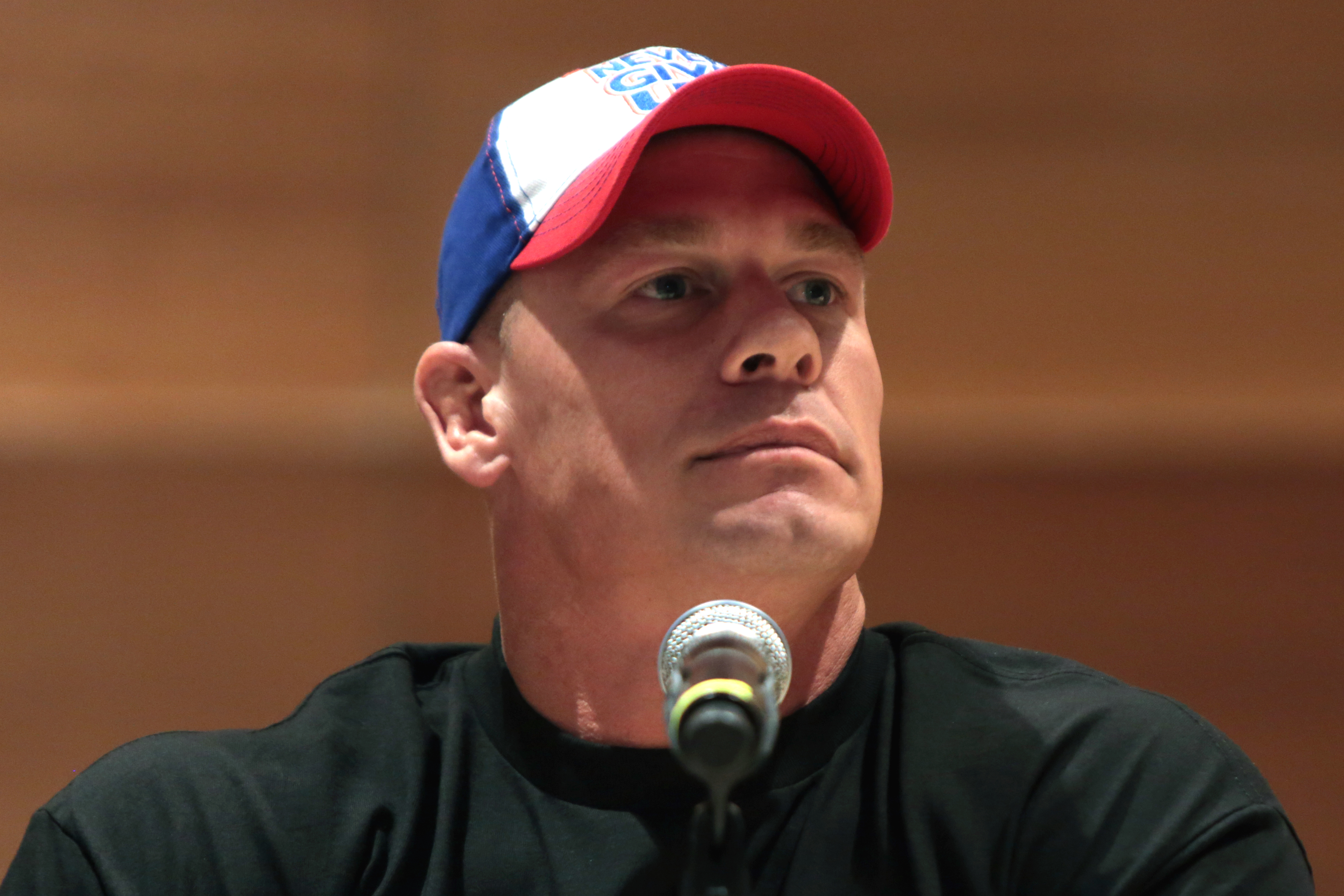
John Cena 2016-ban

2013 December 5-én Triple H bejelentette hogy egyesítik a WWE és a Nehézsúlyú Világbajnoki övet így Randy Orton (WWE bajnok) és John Cena (Nehézsúlyú Világbajnok) megmérkőztek a December 15-i TLC-n egy Tables, Ladders, Chairs mérkőzésen ahol Randy Orton lett a vitathatatlan WWE nehézsúlyú Világbajnok. Cena kapott még egy esély az öv(ek) elnyerésére a 2014 Január 26-án megrendezett Royal Rumblen ahol a mérkőzés végén mikor Cena befogta Ortont egy STF-be, de közbelépett a Wyatt Family és elterelték Cena figyelmét. Ezután Orton egy RKO-val földrevitte Cena-t és John vereséget szenvedett. A mérkőzés után Bray Wyatt végbevitte Sister Abigail fogást Cena-n.
Február 23-án Cena az Elimation Chamberen vett részt egy Elimination Chamber mérkőzésen Randy Orton, Antonio Cesaro, Sheamus és Daniel Bryan ellen. A mérkőzés közben Cenát újra megtámadta a Wyatt Family és újra végbevitték Cénán a Sister Abigail fogást és ezzel kiesett a mérkőzésből (Daniel Bryan és Randy Orton maradtak ezek után).

Ezek után körülbelül az Összes RAW adáson összetűzésbe került a két fél.
Amiben én hiszek az a kemény munka, közönséget tisztelni, barátokat és ellenségeket szintén, ez az én álláspontom... Amit én 12 éven keresztül nap mint nap megpróbáltam felépíteni ez az én örökségem, de Bray megpróbálja szétzúzni amit én egész életemben építettem... Bevalom félek tőle de hiszek abban amit eddig véghezvittem, mindenben amit tettem. Ezért harcolni fogok az örökségemért ...
Április 6-i Wrestlemania XXX-on megmérkőzött John Cena és Bray Wyatt amiből John Cena. A kemény győzelemből Cena került ki győztesen és ezzel megvédte az örökségét.
Azután a következő PPV-n az Extreme Rulesen egy Steel Cage meccsen alulmaradt Bray Wyatt ellen. Úgy kapott ki, hogy már a Wyatt család mindhárom tagja a földön volt, már mászott volna ki a ringből, (azzal nyert volna) de egy kisgyerek énekelte előtte a Wyatt zenét, megijedt, hátrál, kapott Braytől egy Sister Abigail-t.
A Paybacken megbosszulta vereségét egy Last Man Standing meccsen, úgy, hogy ráborított Wyattre egy szekrényt. Ezt követte a Money in the Bank gála, ahol egy 8 fős (Randy Orton, Roman Reigns, Kane, Sheamus, Alberto Del Rio, Cesaro, Bray Wyatt és Cena) létra meccsen Cena elnyerte a WWE Nehézsúlyú Világbajnoki Címet. Ezzel John immár 15-szörös világbajnoknak vallhatta magát. A Summerslamen Brock Lesnar csúnyán elverte. Megkapta a visszavágót, fölényben is volt és egymás után 3 MM-et (Magatartás módosító) is kiosztott Brocknak és már a bíró kettőt is számolt amikor bejött Seth Rollins "Mr. Money in the Bank 2014" és diszkvalifikációt okozott. A meccset Cena nyerte, de ilyen módon nem lehet elnyerni a címet ezért Lesnar maradt a bajnok. A következő Raw adásokon azon versenyért Dean Ambrose-al, hogy ki kapjon egy Pokol Kapui meccset Rollins ellen. Triple H kiírt egy "Szerződés a rúdon meccset, melyet Ambrose nyert meg köszönhető a Vezetőség közbelépésének. John így is kapott egy főmeccset a Pokol Kapui gálán Randy Orton ellen. A mérkőzést Cena nyerte úgy, hogy MM-et a adott Ortonnak a ring köteleinek a tetejéről. A Vezetőség látva Cena jó formáját megpróbálták az oldalukra állítani, de a nemet mondott mert ő" Nem adja el magát ". Ezért Triple H kihívta Cenát a Túlélő túrára egy 10 fős Tag team meccsre. A Cena csapatban Cena, Dolph Ziggler, Ryback, Eric Rowan és Big Show voltak. A Vezetőség csapatban Seth Rollins, Kane, Luck Harper, Mark Henry és Rusev volt. A mérkőzés lényege hogy akkor esik ki az ember mikor a bíró úgy tud hármat csapni a padlóra hogy lent marad az egyik pankrátor lába. A meccset Cena csapata kezdte jobban de amikor 3-3 ember maradt a csapatokból, akkor a Big Show egy KO ütéssel kiejtette Cenát. Így Ziggler 1 a 3 ellen maradt. Először kifektte Kane-t egy Zingerrel, majd Harpert tudta a földön tartani. Végül egy-egybe maradt Rollins-sal, majd mikor egy Zingerrel kifektte volna és a bíró hármat csapott volna, Triple H leütötte, majd Zigglernek adott egy Családfát. Ziggler teljesen KO volt jött is a bíró hogy számoljon, de ekkor bejött Sting az egykori WCW-legenda, aki leütötte a másik bírót és kiosztott Triple H-nek egy Skorpió döntést. Majd a szinte ájult Zigglert rátette az ájult Rollinsra és a Cena csapat győzött. Triple H és felesége Stephanie McMahon ezzel távoztak az igazgatói székből és csak Cena adhatta volna vissza a hatalmat. A TLC-n megmérkőzött Seth Rollins ellen a WWE NEHÉZSÚLYÚ VILÁGBAJNOKI CÍM kötelező kihívó pozíciójáért. Az asztal meccset Cena nyerte és Megkapta a visszavágót a Royal Rumblen. Csakhogy Rollins kieszközölte hogy Cena vissza hívja a Vezetőséget. Mivel Rollins ezt mentette ajándékul Triple H a meccset Három az igazság meccsre bővítette ki. Az időközben kirúgott Zigglert, Rybacket és Rowant vissza hozta mert Triple H adott neki egy Handicap meccset ahol az volt a tét, hogy ha Cena nyer akkor visszajöhetnek, ha veszít nem mérkőzhet a Royal Rumblen. A Rollins-Kane-Big Show hármas lassan kezdte megtörni, mikor Sting ismét megjelent! Ez elterelte Big Showt Kane-t és Triple H-t, Cena pedig az óvatlan Rollinst a földre vitte. A Royal Rumblen nem sikerült megszerezni a címet, így továbbra is Brock Lesnar maradt a bajnok. A FastLane-en összecsapott a még veretlen Rusevvel az Országos Bajnoki címért de kikapott mert Rusev csalt egy övön aluli rúgással. A Wrestlemania XXXI-n elsőként legyőzte Rusevet. Ezután még a Szabályos Kivégzésen és a Paybacken is győzedelmeskedett ellene. Újabb viszályba az NXT Bajnokával, Kevin Owenssel került, aki legyőzte őt az Elimination Chamber-en. A Money in the Bank-en a visszavágót Cena nyerte. A Battleground rendezvényen ismét összecsapott Kevin Owenssel, ahol egy STF-el lekopogtatta Owenst. Egy újabb feud a WWE Nehézsúlyú Világbajnok Seth Rollins ellen kezdődött, az augusztus 23-i Summerslamen New Yorkban összecsaptak egy Title for Title(Cím a címért) meccsen, ahol Rollins nyert és így egyszerre két címet birtokol. A Night of Champions rendezvényen, a visszavágó nem maradt el természetesen. Ismét Rollins ellen mérkőzött, de erejét megosztotta az, hogy két címet birtokolt. Mivel Sting ellen a WWE Nehézsúlyú Világbajnoki övet tette fel. A mérkőzést Rollins uralta, de Cena a végén győzedelmeskedni tudott. Ezzel ötödszörre nyerte meg az Országos Bajnoki címet. A következő PPV-re nem talált ellenfelet magagának, ezért nyílt kihívást intézett. Nagy meglepetésre Zeb Colter, a legendás WWE menedzser érkezett és bejelentette az új ügyfelét, aki nem más volt mint a visszatérő Alberto Del Rio. Cena-nak tehát ellene kellett megvédenie a címét, de a 2015-ös US Championship uralkodása egy hónapig tartott, mert kikapott, méghozzá nagy fölénnyel a Hell in a Cell (A pokol kapui) gálán. Del Rio egy Szuperrúgással győzte le. Nagyjából két hónapig vállsérülés miatt távol kellett maradnia, majd december 28-án szerepelt ismét a RAW-n, ahol kihívta Alberto Del Rio-t egy visszavágóra. A League of Nations közbelépésének köszönhetően a cím visszaszerzése meghiúsult. Ezzel lezárult a mexikóival a feud. Sérülés miatt negyed évig pihenőre vonult, ezalatt sikeres vállműtétt hajtottak rajta végre.Április 3-án, a Wrestlemania 32-n segített The Rock-nak elhárítani a Wyatt Family támadását, amivel egy emlékezetes Wrestlemania-pillanatot hoztak létre. Ekkor még nem állt készen mérkőzéseken birkózni. Május 28-án visszatérhetett a RAW-n, ahol elmondta, hogy hiába köszöntött be a New Era, a fiatal és új pankrátoroknak rajta is át kell gázolniuk ahhoz, hogy világsztárok legyenek. Ekkor AJ Styles érkezett a ringbe, aki elmondta, hogy tiszteli Cena-t és gratulál ahhoz, amit eddig elért. Luke Gallows és Karl Anderson (The Club) jelentek meg, akik AJ barátai és elmondták, hogy azért jöttek ide, hogy seggeket rúgjanak szét, nem pedig, hogy tiszteletüket nyilvánítsák. Ekkor úgy tűnt, hogy Cena és Styles együtt küzdenek meg Andersonékkal, de AJ váratlanul heel turnt véve John-on megtámadta őt barátaival. Ezzel létrejött a Money in the bank-re az "álommecs" a két ikon között. AJ választhatott,hogy egyedül, vagy a Clubbal az oldalán küzd meg Cena ellen, de az elsőt választotta. A látványos és izgalmas métrkőzés végén Styles véletlenül lerúgta a bírót és elájult, Cena beadta Styles-nak az AA-t, de nem tudott kopogtatni, mert a bíró elájult. Ekkor érkezett a Club, akik bevitték John-nak a Magic Killer tag team finisherjüket, mire a bíró magához tért, Styles kopogtatni tudta Cena-t. Így vitathatóan, de a "Phenomenal One" nyerte a mérkőzést. Július 4-én az egyik RAW-on Cena-t ismét megtámadta a Club, de Enzo Amore és Big Cass segítségére siettek – ebből alakult ki egy 6 fős Tag Team küzdelem a Battleground-ra amit Cena-ék meg is nyertek. Július 19-én a Draft-on hivatalosan is átkerült a SmackDown brand-hez. Cena folytatta viszályát Styles-el amit augusztus 21-én a SummerSlam-en elvesztett. Később, a Backlash-en Styles kihívta Dean Ambrose-t a WWE Világbajnoki címért, amit meg is nyert. Ezután a 2016-os No Mercy-n egy Triple Threat mérkőzés keretein belül küzdöttek a címért (Cena, Styles, Ambrose), Styles sikeresen címet védett. 2017. január. 29-én a Royal Rumble-n legyőzte AJ Styles-t, ezzel pedig beérve a legendás Ric Flair-t – 16-szoros világbajnokká vált. Az Elimination Chamber PPV-n pedig el is vesztette Styles, The Miz, Baron Corbin, Dean Ambrose valamint Bray Wyatt ellen. Ezután kis szünetre ment, hogy filmes karrierjét folytassa – azon belül pedig az American Grit 2. évadát.

### Kisebb viszályok (2017-)
A szünet után visszatért és Rusev-vel került viszályba aki szintén pankrátor. Le is győzte őt a SummerSlam rendezvényen. Ezután brand-et váltott és a RAW-ra érkezett meg ahol Roman Reigns ellen vívott egyetlen küzdelmet a No Mercy rendezvényen, amit elbukott, majd ismét szünetre ment.

### Önkéntes tevékenysége
John Cena rengeteg időt tölt a Make a Wish Alapítvány önkénteseként. Ő az Alapítvány egyik legelkötelezettebb és legodaadóbb híressége, akit Michael Jordan mellett Kívánság Nagykövetnek nevezték ki, hogy segítsen adományokat gyűjteni olyan gyermekek számára, akik súlyos egészségügyi állapotuknak köszönhetően rendszeres orvosi kezelésre szorulnak.
Családbarát programról van szó, úgyhogy tisztában vagyok azzal, hogy sok gyerek néz minket. A mai világban kevés példakép van… Tudom, hogy hol a helyem. Azt is tudom, hogy a WWE bennem látja ezt a személyt. A főiskolai időszakomban csapatkapitány voltam. Tudom, hogy milyen felelősséggel jár, ha valakit vezetőnek kiáltanak ki.

### Zenei karrierje
- John Cena - The Time is NowRészlet John Cena The Time is Now című számából.

Nem tudod lejátszani a fájlt?
John Cena hivatalos bevonuló zenéje a The Time is Now című dal. Érdekessége, hogy a zeneszöveget maga Cena írta és ő is adja elő. 2005-ben unokatestvérével, a Tha Trademarc művésznevű Mark Predkával önálló albumot adtak ki You Can't See Me címmel. Ennek az albumnak az egyik száma a The Time is Now, ami önálló kislemezen is megjelent. Az album az amerikai Billboard 200-as listáján a 15-dik helyezést érte el.

## A pankrációban
- Befejező mozdulataiAttitude Adjustment

Attitude Adjustment

  - Attitude Adjustment (Magatartás Módosító) 2003-tól napjainkig
  - STF (korábban STFU) 2005-től napjainkig
- Gyakran használt mozdulatai
  - Diving leg drop bulldog
  - Dropkick(Dobbantórúgás)
  - Fisherman suplex
  - Five Knuckle Shuffle(Bütykös integetős)
  - Running leaping shoulder block (Futó ugró vállidomhoz)
  - Running one–handed bulldog (Futó egykezes buldog)
  - Sitout hip toss
  - Spinebuster
  - Thesz press
  - Throwback
  - Twisting belly to belly suplex
  - Rapper Punch (The You can't see me! – Nem látsz engem!)STF
- Menedzserek
  - Kenny Bolin
  - Barry Buchanan
  - Redd Dogg
- Bevonuló zenéi
  - "Slam Smack"
  - "Insert Bass Here"
  - "Basic Thuganomics"

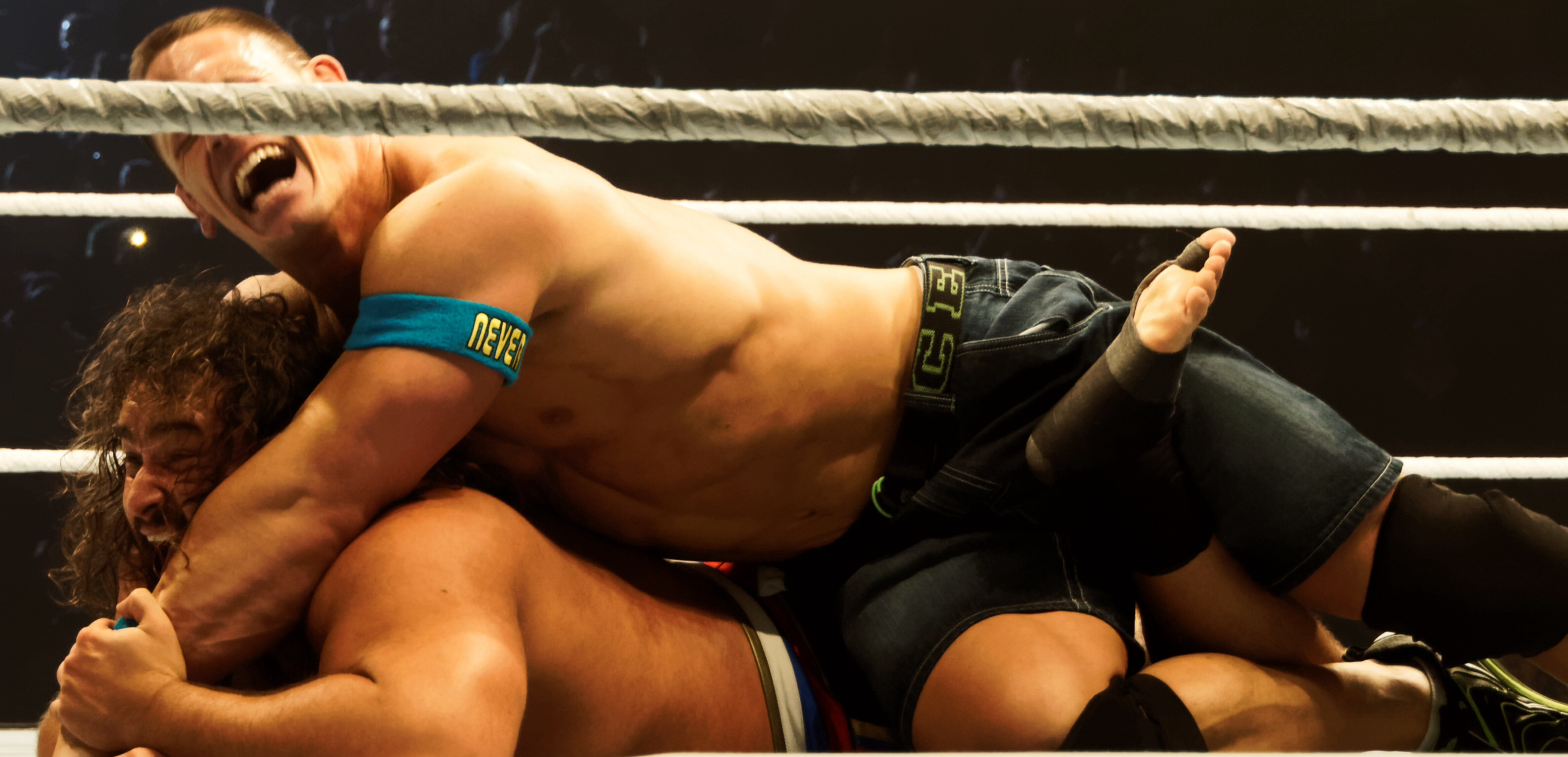
STF

  - "We Are One" (A Nexus tagjaként 2010. október 3. – 2010. november 21-ig)
  - "My Time is Now" (2005-től napjainkig)

## Eredményei
- Ohio Valley Wrestling

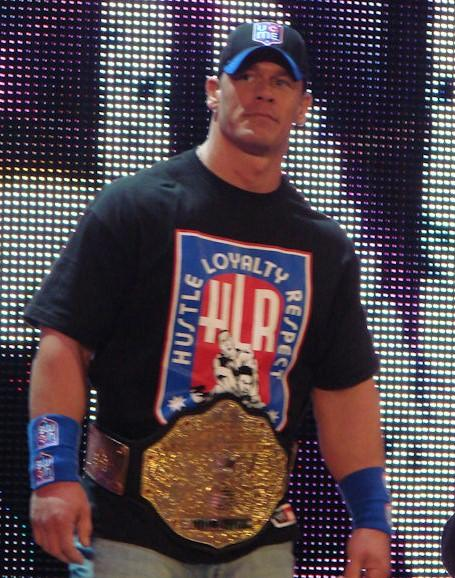
John Cena mint Nehézsúlyú világbajnok.

  - OVW Nehézsúlyú bajnoki cím (1 alkalommal)
  - OVW Déli Tag Team bajnoki cím (1 alkalommal) – Rico Constantinóval
- Pro Wrestling Illustrated
  - PWI Az év rivalizálása (2006) vs. Edge[19]
  - PWI Az év meccse (2007)
  - PWI Az év legjobb pankrátora (2003)
  - PWI Az év legnépszerűbb pankrátora (2004, 2005, 2007)
  - PWI Az év pankrátora (2006, 2007)
  - PWI ranked rangsorban #1 a PWI 500 egyéni birkózó toplistáján (2006, 2007)[20]
- Ultimate Pro Wrestling
  - UPW Nehézsúlyú bajnoki cím (1 alkalommal)
- World Wrestling Entertainment / WWE
  - WWE Championship (13 times)[21]
  - World Heavyweight Championship (3 times)[22]
  - WWE United States Championship (4 times)[23]
  - WWE Tag Team Championship (2 times) – The Miz-zel (1) és David Otungával
  - World Tag Team Championship (2 times)[24] – Batista-val (1) és Shawn Michaels-szel (1)
  - Money in the Bank (2012 – WWE Championship szerződés)
  - Royal Rumble (2008, 2013)
  - Slammy Díj Az év Szupersztárja – 2009, 2010 and 20121
  - Slammy Díj Az év mozdulata (2010) A Batista-nak adott Attitude Adjustment
  - Slammy Díj Az év játékcseréért (2011) – The Rock-kal
  - Slammy Díj Az év sértéséért (2012) – To Dolph Ziggler & Vickie Guerrero: "You're the exact opposite. One enjoys eating a lot of nuts and the other is still trying to find his."
  - Slammy Award Az év csókja (2012) – AJ Lee-vel
- Rolling Stone
  -     - Best Storyline (2015) vs. Kevin Owens
    - Az év viszálya, WWE (2015) vs. Mindenki az U.S. Open Challenge-ben
    - WWE Az év meccse (2015) vs. Kevin Owens a Money in the Bank-en
- Wrestling Observer Newsletter
  - 5 Csillagos Meccs (2011) vs. CM Punk-al a Money in the Bank-on
  - A legjobb irodai húzás (2007)
  - Legjobb Gimmick (2003)
  - Legjobb az interjúkban (2007)
  - Az év viszálya (2011) vs. CM Punk
  - Az év meccse (2011) vs. CM Punk-al a Money in the Bank-on
  - A legtöbb karizmatika (2006–2010)
  - A legtöbb karizmatika az évtizedben (2000–2009)
  - Az év pankrátora (2007, 2010)
  - A legrosszabb viszály (2012) vs. Kane
  - A legrosszabban működő meccs az évben (2012) vs. John Laurinaitis ellen az Over The Limit-en
  - A legrosszabban működő meccs az évben (2014) vs. Bray Wyatt ellen az Extreme Rules-on
  - Wrestling Observer Newsletter Hall of Fame (2012)

## Filmográfia

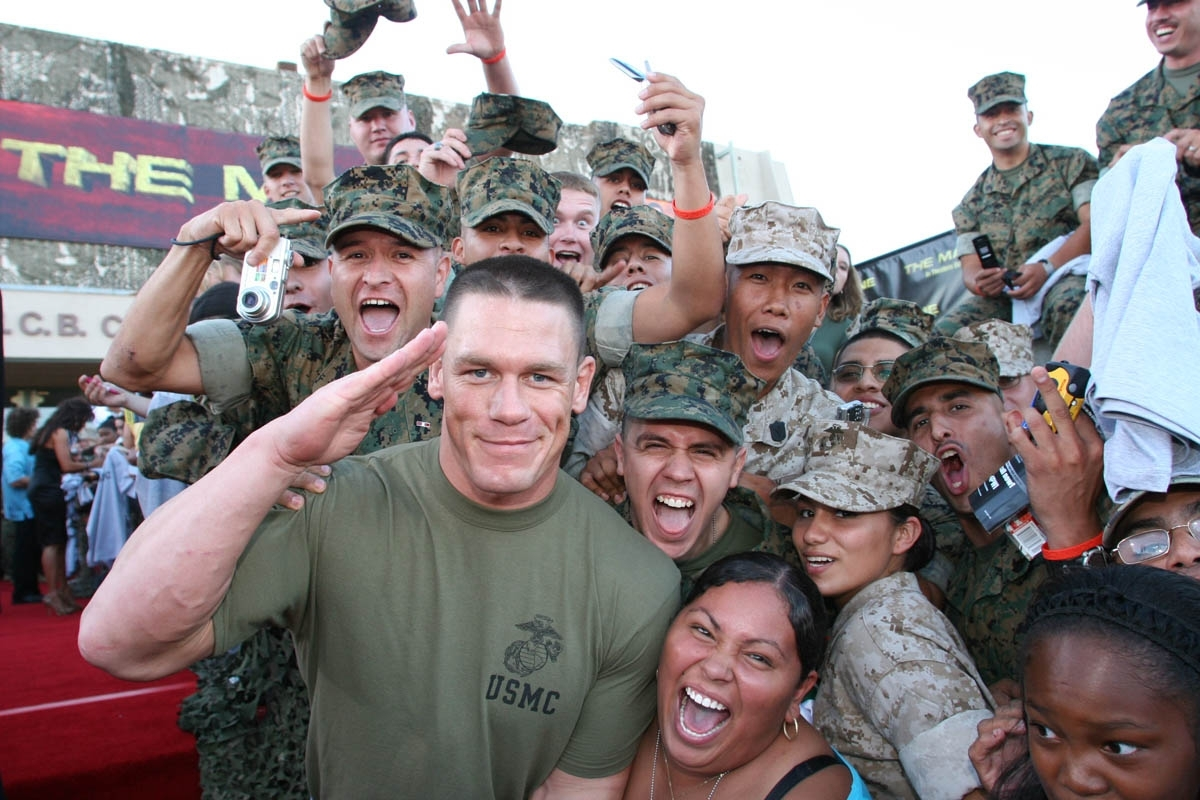
Cena A tengerészgyalogos című film premierjén.

John Cena személyisége és sármja nem csupán nemzetközi elismerést hozott neki, de Hollywood is felfigyelt rá.
2009 márciusában a 20th Century Fox pergő stílusú akciófilmjében, a 12 menetben kapott főszerepet, melyet Renny Harlin rendezett. Cena első mozifilmjét szintén a Foxnál forgatta: A tengerészgyalogost 2006-ban mutatták be. Partnerei Robert Patrick és Kelly Carlson voltak.
John Cena emellett a kábeltévék műsoraiban is feltűnik, többek között a Psych – Dilis detektívek, valamint a True Jackson, VP sorozatok 2010-es évadaiban. Ezeken kívül Cena szerepelt még a Gillette, a Subway és az Ultimate Nutrition nemzetközi reklámkampányaiban is.

### Film
| Év   | Magyar cím                                          | Eredeti cím                                 | Szerep                                 | Magyar hang     | Rendező                      |
| ---- | --------------------------------------------------- | ------------------------------------------- | -------------------------------------- | --------------- | ---------------------------- |
| 2000 | Ha szorít a szorító                                 | Ready to Rumble                             | edzőtermi tréner                       | Nem szólal meg  | Brian Robbins                |
| 2006 | A tengerészgyalogos                                 | The Marine                                  | John Triton                            | Kamarás Iván    | John Bonito                  |
| 2009 | 12 menet                                            | 12 Rounds                                   | Danny Fisher                           | Laklóth Aladár  | Renny Harlin                 |
| 2010 |                                                     | Legendary                                   | Mike Chetley                           |                 | Mel Damski                   |
| 2010 |                                                     | Fred: The Movie                             | Dad Figglehorn                         |                 | Clay Weiner                  |
| 2011 | Családi meló                                        | The Reunion                                 | Sam Cleary                             | Papp Dániel     | Michael Pavone               |
| 2014 | Scooby-Doo! Rejtély a bajnokságon                   | Scooby-Doo! WrestleMania Mystery            | önmaga (hangja)                        | Király Adrián   | Brandon Vietti               |
| 2015 | Frédi, Béni és a pankrátorok: Leszámolás a kőkorban | The Flintstones & WWE: Stone Age SmackDown! | John Kőcena (hangja)                   | Varga Rókus     | Spike Brandt és Tony Cervone |
| 2015 | Kész katasztrófa                                    | Trainwreck                                  | Steven                                 | Zámbori Soma    | Judd Apatow (1.)             |
| 2015 | Lánytesók                                           | Sisters                                     | Pazuzu                                 | Galambos Péter  | Jason Moore                  |
| 2015 | Megjött apuci!                                      | Daddy's Home                                | Roger (cameo)                          | Papucsek Vilmos | Sean Anders (1.)             |
| 2017 | Vigyázz, kész, szörf 2.                             | Surf's Up 2: WaveMania                      | J. C. (hangja)                         | Welker Gábor    | Henry Yu                     |
| 2017 | A fal                                               | The Wall                                    | Shane Matthews őrmester                |                 | Doug Liman                   |
| 2017 | Megjött apuci 2.                                    | Daddy's Home 2                              | Roger                                  | Bognár Tamás    | Sean Anders (2.)             |
| 2017 | Ferdinánd                                           | Ferdinand                                   | Ferdinánd, a bika (hangja)             | Szatory Dávid   | Carlos Saldanha              |
| 2018 | Szűzőrség                                           | Blockers                                    | Mitchell Mannes                        | Bognár Tamás    | Kay Cannon                   |
| 2018 | ŰrDongó                                             | Bumblebee                                   | Jack Burns ügynök                      | Bognár Tamás    | Travis Knight                |
| 2019 | Ne játssz a tűzzel                                  | Playing with Fire                           | Jake "Supe" Carson                     | Bognár Tamás    | Andy Fickman                 |
| 2019 | Családi bunyó                                       | Fighting with My Family                     | Önmaga (cameo)                         | Pataki Ferenc   | Stephen Merchant             |
| 2020 | Dolittle                                            | Dolittle                                    | Josi (hangja)                          | Galambos Péter  | Stephen Gaghan               |
| 2021 | Halálos iramban 9.                                  | F9: The Fast Saga                           | Jakob Toretto                          | Bognár Tamás    | Justin Lin                   |
| 2021 | The Suicide Squad – Az öngyilkos osztag             | The Suicide Squad                           | Christopher Smith / Békeharcos         | Bognár Tamás    | James Gunn                   |
| 2021 | Egynyári barátság                                   | Vacation Friends                            | Ron                                    | Bognár Tamás    | Clay Tarver (1.)             |
| 2022 | A buborék                                           | The Bubble                                  | Steve                                  | Bognár Tamás    | Judd Apatow (2.)             |
| 2022 | Független jelölt                                    | The Independent                             | Nate Sterling                          | Bognár Tamás    | Amy Rice                     |
| 2023 | Halálos iramban 10.                                 | Fast X                                      | Jakob Toretto                          | Bognár Tamás    | Louis Leterrier              |
| 2023 | Barbie                                              | Barbie                                      | Ken sellő (cameo)                      | Bognár Tamás    | Greta Gerwig                 |
| 2023 | A kimenekítési projekt                              | Hidden Strike                               | Chris Van Horne                        |                 | Scott Waugh                  |
| 2023 | Tini Nindzsa Teknőcök: Mutáns káosz                 | Teenage Mutant Ninja Turtles: Mutant Mayhem | Rocksteady (hangja)                    | Bognár Tamás    | Jeff Rowe                    |
| 2023 | Egynyári barátság 2.                                | Vacation Friends 2                          | Ron                                    | Bognár Tamás    | Clay Tarver (2.)             |
| 2023 | Dzsungelhajsza                                      | Freelance                                   | Mason Pettis                           | Bognár Tamás    | Pierre Morel                 |
| 2024 | Argylle: A szuperkém                                | Argylle                                     | Wyatt                                  | Bognár Tamás    | Matthew Vaughn               |
| 2024 | Ricky Stanicky                                      | Ricky Stanicky                              | Rod / Ricky Stanicky                   | Bognár Tamás    | Peter Farrelly               |
| 2024 | Jackpot!                                            | Jackpot!                                    | Noel                                   | Bognár Tamás    | Paul Feig                    |
| 2025 | Államfők                                            | Heads of State                              | Will Derringer                         | Bognár Tamás    | Ilya Naishuller              |
| 2025 | Superman                                            | Superman                                    | Christopher Smith / Békeharcos (cameo) | Bognár Tamás    | James Gunn (2.)              |

### Televízió
| Év        | Magyar cím                            | Eredeti cím                                                      | Szerep                         | Megjegyzések |
| --------- | ------------------------------------- | ---------------------------------------------------------------- | ------------------------------ | --- |
| 2001      |                                       | Manhunt                                                          | Big Tim                        | |
| 2007      |                                       | Extreme Makeover: Home Edition                                   | önmaga                         | 1 epizód |
| 2007      |                                       | Deal or No Deal                                                  | önmaga                         | 1 epizód |
| 2007      | Punk’d – SztÁruló                     | Punk'd                                                           | önmaga                         | 1 epizód |
| 2007      |                                       | Fast Cars and Superstars: The Gillette Young Guns Celebrity Race | önmaga                         | 7 epizód |
| 2009–2021 | Saturday Night Live                   | Saturday Night Live                                              | önmaga                         | 3 epizód 34. évad, 18. epizód (vendégszerep) 42. évad, 9. epizód (házigazda) 47. évad, 2. epizód (vendégszerep) |
| 2010      | Psych – Dilis detektívek              | Psych                                                            | Ewan O'Hara                    | 1 epizód |
| 2010      |                                       | True Jackson, VP                                                 | önmaga                         | 1 epizód |
| 2010      | Hannah Montana                        | Hannah Montana                                                   | önmaga                         | 1 epizód |
| 2010      | Generátor Rex                         | Generator Rex                                                    | Hunter Cain (hangja)           | 1 epizód |
| 2011      |                                       | Fred 2: Night of the Living Fred                                 | Dad Figglehorn                 | tévéfilm |
| 2012      | Fred: a show                          | Fred: The Show                                                   | Dad Figglehorn                 | visszatérő szereplő                                                                                             |
| 2012      |                                       | Fred 3: Camp Fred                                                | Dad Figglehorn                 | tévéfilm |
| 2013–2018 |                                       | Total Divas                                                      | önmaga                         | visszatérő szerep (1-6. évad) vendég (7. évad)                                                                  |
| 2015      | Városfejlesztési osztály              | Parks and Recreation                                             | önmaga                         | 1 epizód |
| 2015      |                                       | Legendários                                                      | önmaga                         | interjú |
| 2016–2017 |                                       | American Grit                                                    | házigazda                      | vezető producer                                                                                                 |
| 2016      |                                       | 2016 ESPY Awards                                                 | önmaga / házigazda             | |
| 2016      |                                       | The Edge & Christian Show                                        | önmaga                         | 2 epizód |
| 2016–2018 |                                       | Total Bellas                                                     | önmaga                         | főszereplő (1-3. évad)                                                                                          |
| 2017      |                                       | Southpaw Regional Wrestling                                      | Lance Catamaran                | webes minisorozat                                                                                               |
| 2017      | A gyógyszer útja                      | Tour de Pharmacy                                                 | Gustav Ditters                 | tévéfilm |
| 2017      |                                       | Psych: The Movie                                                 | Ewan O'Hara                    | tévéfilm |
| 2018–2019 | A tini nindzsa teknőcök felemelkedése | Rise of the Teenage Mutant Ninja Turtles                         | Draxum Báró (hangja)           | - mellékszereplő - 1. évad (8 epizód) - magyar hangja: - Varga Rókus                                            |
| 2018      |                                       | Dallas & Robo                                                    | Robo (hangja)                  | vezető producer                                                                                                 |
| 2019      |                                       | Are You Smarter than a 5th Grader?                               | házigazda                      | |
| 2019      |                                       | The Substitute                                                   | önmaga                         | 1 epizód |
| 2020      |                                       | Last Week Tonight with John Oliver                               | önmaga                         | 1 epizód |
| 2020      |                                       | The Eric Andre Show                                              | önmaga                         | 1 epizód |
| 2021–2025 |                                       | Wipeout                                                          | önmaga / házigazda             | [ 31 ] |
| 2022–     | Peacemaker – Békeharcos               | Peacemaker                                                       | Christopher Smith / Peacemaker | - főszereplő - vezető társproducer - magyar hangja: - Bognár Tamás                                              |
| 2023      |                                       | Die Hart                                                         | Mr. 206                        | 3 epizód |
| 2024      | A mackó                               | The Bear                                                         | Sammy Fak                      | - 1 epizód - magyar hangja: - Bognár Tamás                                                                      |
| 2024      | A Simpson család                      | The Simpsons                                                     | önmaga (hangja)                | 1 epizód |

### Videójátékok
Cena szinkronszínészként, illetve motion capture segítségével mindegyik játékban önmagát alakítja.
| Év   | Cím                                |
| ---- | ---------------------------------- |
| 2003 | WWE WrestleMania XIX               |
| 2003 | WWE Raw 2                          |
| 2003 | WWE SmackDown! Itt jön a fájdalom! |
| 2004 | WWE SmackDown! vs Raw              |
| 2004 | WWE Day of Reckoning               |
| 2005 | WWE Day of Reckoning 2             |
| 2005 | WWE SmackDown! vs. Raw 2006        |
| 2006 | WWE SmackDown vs. Raw 2007         |
| 2007 | WWE SmackDown vs. Raw 2008         |
| 2008 | WWE SmackDown vs. Raw 2009         |
| 2009 | WWE SmackDown vs. Raw 2010         |
| 2010 | WWE SmackDown vs. Raw 2011         |
| 2011 | WWE All Stars                      |
| 2011 | WWE '12                            |
| 2012 | WWE '13                            |
| 2013 | WWE 2K14                           |
| 2014 | WWE 2K15                           |
| 2015 | WWE 2K16                           |
| 2016 | WWE 2K17                           |
| 2017 | WWE 2K18                           |

## Magánélete
John szenvedélyesen gyűjti az amerikai izomautókat, feltűnt már többek közt a People, a Men’s Fitness, a Flex, a USA Today, a USA Weekend, és a Stuff magazinokban. Érdekes hogy balkezes, de jobb kezével dob. Nagy rajzfilm és pc játék rajongó, a Command & Conquer a kedvence. 2009. július 11-én összeházasodott középiskolai szerelmével Elizabeth Huberdeau-val. Akivel 2012-ben szakított. 2012-től Nikki Bellával, a WWE Divájával házasodott össze,egészen 2018 áprilisáig, amikor is elváltak.

## Fordítás
- Ez a szócikk részben vagy egészben  a   John Cena című angol Wikipédia-szócikk fordításán alapul.  Az eredeti cikk szerkesztőit annak laptörténete sorolja fel. Ez a jelzés csupán a megfogalmazás eredetét és a szerzői jogokat jelzi, nem szolgál a cikkben szereplő információk forrásmegjelöléseként.